# Вернер Томаш
То́маш (Хома́) Ве́рнер  — польський політичний засланець. За поширення антиурядової літератури і підбурювання ремісників до повстання в 1844 року було віддано рядовим в Окремий оренбурзький корпус. З 1849 — унтер-офіцер, з 1853 — офіцер.
Тарас Шевченко познайомився з Вернером в Орській фортеці перед початком Аральської описової експедиції. В цій експедиції Вернер брав участь як геолог. Під час плавання 1848—1849 рр. на шхуні «Константин» вони здружилися, жили в одній каюті, а між плаваннями — в одній кибитці. Дружні взаємини підтримували й в Оренбурзі. де разом опрацювали матеріали експедиції. Шевченка і Вернера зображено на малюнку А. П. Чернишова «Т. Г. Шевченко серед польських політичних засланців».
Поет згадував Вернера в листах до Б. Залеського 6 червня 1854 року і 10 лютого 1855 року. Очевидно, Шевченко листувався з Вернером, але їхні листи не збереглися.
В 1849 в Оренбурзі Шевченко виконав портрет Вернера (папір, сепія, 29,5×22.7). Оригінал твору не знайдено. В Державному Музеї імені Тараса Шевченка зберігається фотографія портрета. На зображнні праворуч унизу є дата, написана рукою Шевченка: «1849». Фотографію наклеєно на папір, на звороті якого чорнилом напис «Фотография с портрета Фомы Вернера, рисованного Шевченком в 1849 году».